# سیارک ۵۲۲۳
سیارک ۵۲۲۳ (به انگلیسی: 5223 McSween، نامگذاری:1981EX6) پنج هزار و دویست و بیست و سومین سیارک کشف شده‌است که در ۶ مارس ۱۹۸۱ کشف شد.
قدر مطلق سیارک برابر ۱۳٫۶۰ است.